# Delphinium sajanense
Delphinium sajanense là một loài thực vật có hoa trong họ Mao lương. Loài này được Jurtzev mô tả khoa học đầu tiên năm 1968.